# Art-B-Affäre

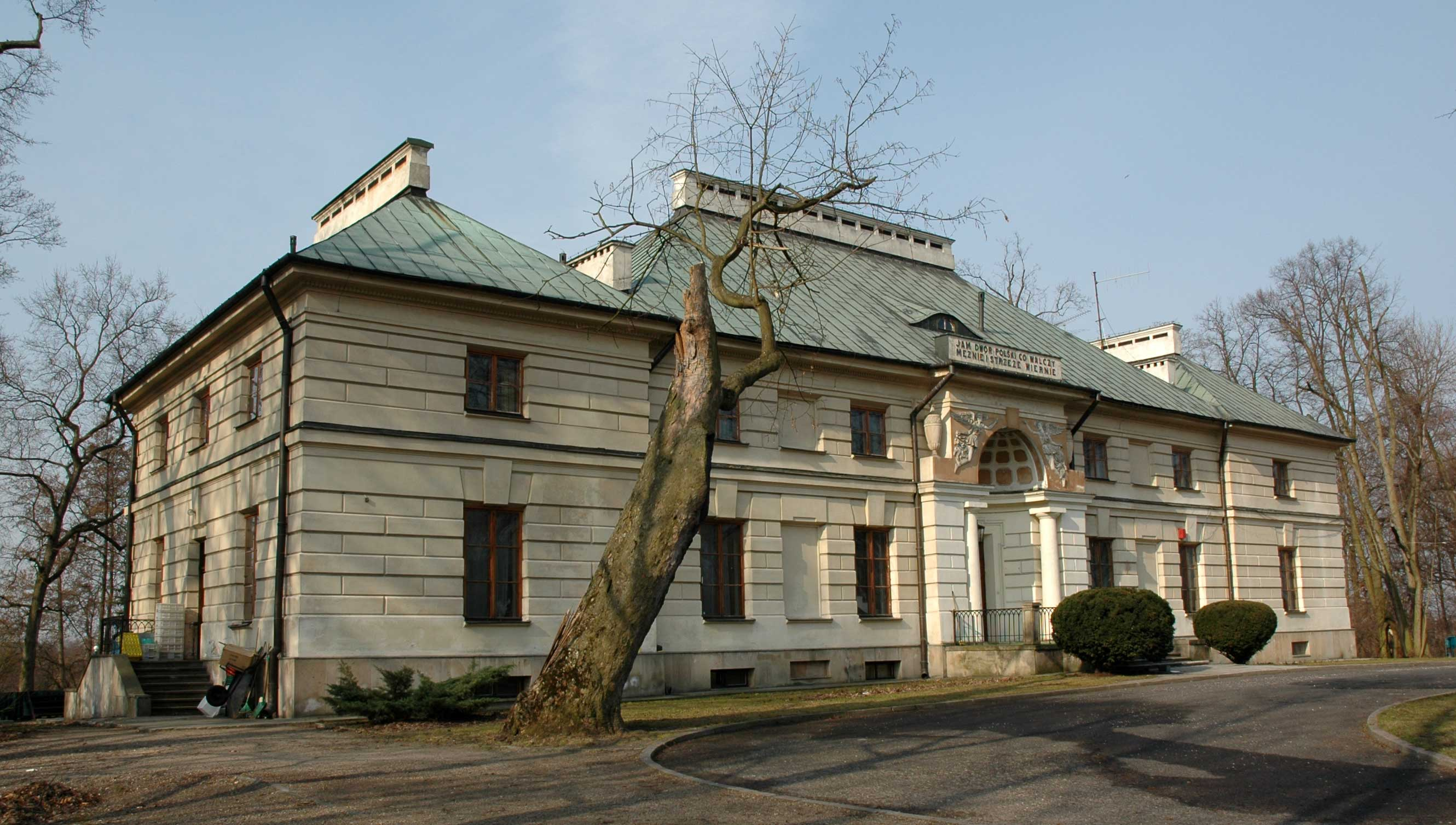
Einer der repräsentativen Geschäftssitze – der Palast in Pęcice. Der vormals heruntergekommene, einstige Sitz der Familie Sapieha wurde nach Sanierung als Gästeresidenz des Unternehmens genutzt.

Als Art-B-Affäre (polnisch Afera Art-B) wird ein Finanz- und Korruptionsskandal der 1990er-Jahre in Polen bezeichnet. Zu einer Zeit des teilweise noch unzureichend regulierten Finanzwesens im wirtschaftlichen Umbruchprozess nach der politischen Wende und der Einführung der freien Marktwirtschaft in Polen gelang es den Eigentümern der Gesellschaft Art-B, das polnische Bankensystem mittels einer Variante der Scheckreiterei und der Bestechung von Bankangestellten um rund 420 Millionen Złoty (etwa 100 Millionen Euro) zu betrügen.

## Bedeutung
Der Betrugsvorgang war aufgrund mangelhafter Gesetzgebung und Kontrolle im polnischen Bankenwesen möglich. Die Dimension und Bedeutung der Art-B-Affäre führte 1992 zur Einführung strikter Regulierungen im Finanz- und Interbankensystem (Novelle vom 14. Februar 1992 und das Geldwäschegesetz vom 1. Oktober 1992). Eine Bankenaufsicht wurde etabliert, es folgte die Privatisierung der Banken; der Kollaps des vormaligen Bankensystems konnte vermieden werden.

## Geschichte
Das Unternehmen Art-B International Corp. Sp.z o.o. (auch: Ltd., kurz: Art-B genannt) war am 15. Februar 1989 von Bogusław Baksik, Franciszek Juroszek, Joanna Filak und Jerzy Pagieła in Cieszyn mit einem Stammkapital von 100.000 Złoty (vor der 1995 erfolgten Währungsreform des Złoty auf 1:10.000) gegründet worden. Der Ausdruck Art-B sollte eine Abkürzung für Artyści Biznesu (etwa: Geschäftskünstler) sein. Am 15. November 1989 wurde der aus Wałbrzych stammende Andrzej Gąsiorowski als Mitgesellschafter aufgenommen. Gleichzeitig kam es zu einer Kapitalerhöhung auf 1.000.000 Złoty.

„Wir kommen alle drei aus kleinen Verhältnissen und haben eine schwere Kindheit erlebt. Sie lehrte uns, alle Energie aufzuwenden, um nach oben zu kommen, jede sich bietende Chance zu nutzen. … Nicht das gleiche tun, was alle tun, sondern Marktlücken aufspüren und nutzen. … Unsere Firma soll geometrisch, nicht arithmetisch wachsen.“

Umstritten ist, ob der Israeli Meir Bar ebenfalls Gesellschafter des Unternehmens war.

### Geschäftsaktivitäten vonArt-B
Bereits kurz nach ihrer Gründung galt Art-B als herausragend erfolgreiches Beispiel des freien Unternehmertums in der Ära des polnischen Reformpolitikers Leszek Balcerowicz. Als Finanzminister schuf der 1989 mit der Abschaffung der Handelsmonopole der Staatsunternehmen für zumeist neugegründete, private Unternehmen die Möglichkeit, auf Basis der Freizügigkeit im Devisenverkehr uneingeschränkt mit dem Ausland zu handeln.
Art-B importierte zunächst Elektrogeräte aus Deutschland und Korea, die in der Umgebung von Wałbrzych verkauft wurden. Später wurden die Handelstätigkeiten auf den gesamten polnischen Markt und andere Produktgruppen ausgeweitet: unter anderem verkaufte das Unternehmen Kaffee, Tee und Zucker, Kraftfahrzeuge, Kunstwerke und Gold. Nach nur zwei Jahren bestand Art-B aus einem Konzern von rund 200 inländischen Unternehmen und unterhielt außerdem 50 Beteiligungen im Ausland. Die Gesamtmitarbeiterzahl in diesen Unternehmen wurde auf bis zu 30.000 Personen geschätzt.
Im April 1991 schloss Art-B einen Vertrag mit dem polnischen Traktorenwerk Ursus ab, in dem das Unternehmen sich zur Abnahme der gesamten Produktion (3000 Traktoren/Monat) verpflichtete. Damit konnte der nicht profitabel wirtschaftende Staatsbetrieb kurzfristig vor dem Bankrott gerettet und rund 18.000 Arbeitsplätze erhalten werden.

Der damalige polnische Vizeminister für Industrie, Jozef Lochowski, berichtete dazu später im Nachrichtenmagazin Der Spiegel: 

„Die drei Herren beglichen die Anzahlung mit einem Scheck, ausgestellt auf 160 Milliarden Złoty (damals 17 Millionen Dollar). Einfach so aus der Tasche. Es war ein Schock für uns.“

Der spektakuläre Vertragsabschluss mit Ursus machte Art-B und seine drei geschäftsführenden Gesellschafter (Bogusław Bagsik, Andrzej Gąsiorowski und Jerzy Pagiela) schnell bekannt. Sogar die linksliberale Gazeta Wyborcza veröffentlichte über die erfolgreichen Jungunternehmer einen wohlwollenden Artikel. Art-B plante, polnischen Bauern die Traktoren auf Ratenzahlungsbasis zu verkaufen. Doch auch die angebotene, günstige Finanzierungsmöglichkeit mittels einer dazu gegründeten landwirtschaftlichen Kreditbank führte nicht zu einem Erfolg. Ursus war kurze Zeit später zahlungsunfähig; für den Traktorenhersteller kam es in Folge zu Schuldenschnitten, Restrukturierungen und Übernahmen.
Art-B war das erste Unternehmen Polens, das nach Ende des Kalten Krieges größere Handelsvolumina mit Israel abwickelte:

„Wir sind sehr oft und sehr gern dort, jeder Bankdirektor spricht dort polnisch – sagt Firmenchef Bagsik und gesteht, daß er neben der polnischen auch die israelische Staatsbürgerschaft besitzt – für gute Geschäfte ist das sehr nützlich. Das nächste große Geschäft soll wieder in Israel eingefädelt werden. Mit Hilfe von Art B wollen die Israelis Molkereien, Getreidesilos und Bewässerungsanlagen nach Polen exportieren, dazu fertige Bauteile für den Wohnungsmarkt, – das lukrativste Geschäft – heute.“

### Betrug
Art-B nutzte eine Schwäche im polnischen Interbankensystem aus, die auf der mangelhaften elektronischen Vernetzung von Banken und Filialen untereinander beruhte. Der sogenannte „ökonomische Oszillator“ (poln.: Oscylator ekonomiczny, auch: Oscylator bankowy) war ein System der Gewinnmaximierung in der Zeit hoher Guthabenzinsen in Polen: Eine der vielen Art-B-Tochtergesellschaften ließ sich von einer Bank einen deckungsbestätigten Scheck auf ein vorhandenes Guthaben ausstellen und reichte diesen in einer entfernt liegenden, anderen Bank ein. Die Information über die Scheckeinreichung wurde auf dem mehrtägigen Postweg zwischen den Banken ausgetauscht. Gemäß geltenden Bestimmungen hatten beide Banken während der Informationsübermittlung Zinsen zu zahlen; die Ursprungsbank bis zur Abbuchung des Betrages (der nach Eingang der postalischen Mitteilung erfolgte), die Empfängerbank ab Einreichung des Schecks. Das System wurde parallel bei mehreren Banken angewandt, zum schnelleren Umschlag der Schecks wurde von Art-B sogar ein Hubschrauber eingesetzt. In der Zeitung Tygodnik Solidarność erklärte Bagsik, dass die Methode eine jährliche, zusätzliche Verzinsung des eingesetzten Kapitals von 290 % erreichte.
Um Missbrauch und Zinsverluste zu verhindern, gab es für Banken zwar die Vorgabe, Beträge über 10 Milliarden Złoty telegrafisch zu avisieren. Art-B-Mitarbeiter verwendeten deshalb stets Beträge um 9 Milliarden Złoty. Der den beteiligten Banken entstandene Gesamtschaden wurde auf mindestens 100 Millionen Euro geschätzt. Die Methode konnte über längere Zeit nur durchgeführt werden, weil leitende Bankangestellte bestochen worden waren und die Vorgänge deckten.

### Folgen
Am 18. Juni 1991 wurde durch die UOP (Urząd Ochrony Państwa, damaliger polnischer Geheimdienst) ein Untersuchungsverfahren wegen Verdachts auf Unterschlagung und Korruption bei der polnischen Nationalbank und der staatlichen PKO BP eingeleitet. Es folgten Durchsuchungen bei den Banken. Der Präsident der Nationalbank, Grzegorz Wójtowicz, wurde auf ausdrücklichen Wunsch des Staatspräsidenten Lech Wałęsa durch den Sprecher des Sejms (in der Sommerpause) fristlos suspendiert. Der Stellvertreter von Wójtowicz, Wojciech Prokop, sowie fünf leitende Bankangestellte der PKO wurden im Zusammenhang mit der Scheckreiterei der Art-B in Haft genommen.
Die drei Hauptbeschuldigten – ebenfalls zur Verhaftung ausgeschrieben – konnten allerdings zunächst entkommen: Bagsik, Gąsiorowski und Pagielo hatten sich einen Tag vor der geplanten Verhaftung am 1. August 1991 über Hannover ins Ausland abgesetzt, was später zu Spekulationen über ein Informationsleck beim Geheimdienst führte. Bagsik und Gąsiorowski waren mit einem geschäftseigenen Jet nach Israel geflohen, wo sie sich in Tel Aviv niederließen. Im Jahr 1992 verweigerte Israel die Auslieferung der Gesuchten mit der Begründung, dass beide Manager israelische Staatsangehörige seien. Gąsiorowski hatte sich auf eine jüdische Mutter berufen und Antrag auf Einbürgerung gestellt. In Folge kam es zu Unregelmäßigkeiten bei Geschäften der beiden wohlhabenden Neubürger mit der israelischen Paz Oil Company.
Mitgesellschafter Pagiela kehrte freiwillig nach Polen zurück und wurde nach einem Herzinfarkt in ein Krankenhaus eingeliefert. Im Juni 1994 wurde Bagsik auf dem Zürcher Flughafen auf Ersuchen von Interpol verhaftet. Im Februar 1996 erfolgte seine Auslieferung nach Polen. Am 20. Oktober 2000 wurde er zu neun Jahren Haft verurteilt. Im Herbst 2002 erfolgte seine Überstellung ins Gefängnis, im Juni 2004 die vorzeitige Entlassung. Im Jahr 2007 war er als Promoter des polnischen Boxers Tomasz Adamek tätig.

### Liquidation vonArt-B
Als Liquidator der Gesellschaft setzte die Kattowitzer Bank Handlowo-Kredytowy S.A. im Jahr 1992 Jerzy Cyran ein. Auch wenn die Bank in Folge ebenfalls liquidiert werden musste (die Verluste wurden von der NBP übernommen), verantwortete Cyran auch danach die Liquidation von Art-B. Im Sommer 2013 kam es in den polnischen Medien zu Berichten über die Dauer (bis dahin 21 Jahre) des Abwicklungsprozesses und die Höhe der an Cyran als Liquidator gezahlten Vergütungen (700.000 Złoty/Jahr).
Auf die Kritik führte Cyran aus, dass er und seine Mitarbeiter seit Liquidationseröffnung rund 256 Millionen Dollar eingefordert hätten. Weitere 44 Millionen Dollar seien in Israel festgestellt worden, Übertragungsverfahren würden laufen. Im Laufe des Verfahrens habe der Liquidator 700 Klagen und Verfahren angestrebt. In den ersten Jahren seien acht Flugzeuge, 76 Traktoren, 106 PKW sowie 79 Grundstücke veräußert worden. 218 Kunstwerke, unter anderem von Pierre-Auguste Renoir und Pablo Picasso wurden verkauft – einen Teil übernahm die Polnische Nationalbank.